# Josef Kaub
Josef Kaub (26. listopadu 1855 ? Domažlice – 14. října 1914 Halič/Polsko) byl český podnikatel, zakladatel a vlastník strojírenského závodu První pošumavská strojírna a slévárna, městský radní a ve své době jeden z nejbohatších měšťanů Domažlic.

## Život

### Mládí
Narodil se roku 1855, začínal jako zámečnický pomocník. Na přelomu 70. a 80. let 19. století se oženil s Filoménou Peklovou, s jejíž matkou, která byla krejčovou, otevřel Josef Kaub v Domažlicích dílnu na opravu šicích strojů, vah a měřících přístrojů. V následujících letech se k firmě připojil jako společník jistý Kňoural.

### První pošumavská strojírna a slévárna
Roku 1892 Josef Kaub vystoupil z opravárenské firmy a založil První pošumavskou strojírnu a slévárnu, pro kterou byla vystavěna nová tovární budova na domažlickém Dolejším předměstí. V témže roce se firma zapojila do Hospodářské, průmyslové a národopisné výstavy v Domažlicích. Firma se specializovala na výrobu zemědělských strojů, následně rozšířila výrobu o další sortiment, zabírala nové objekty, včetně bývalé sirkárny Hubrovka. Kaub si také nechal na domažlickém náměstí postavit velký dům s módním salónem. Jako tehdejší ředitel továrny je uváděn František Meisner.

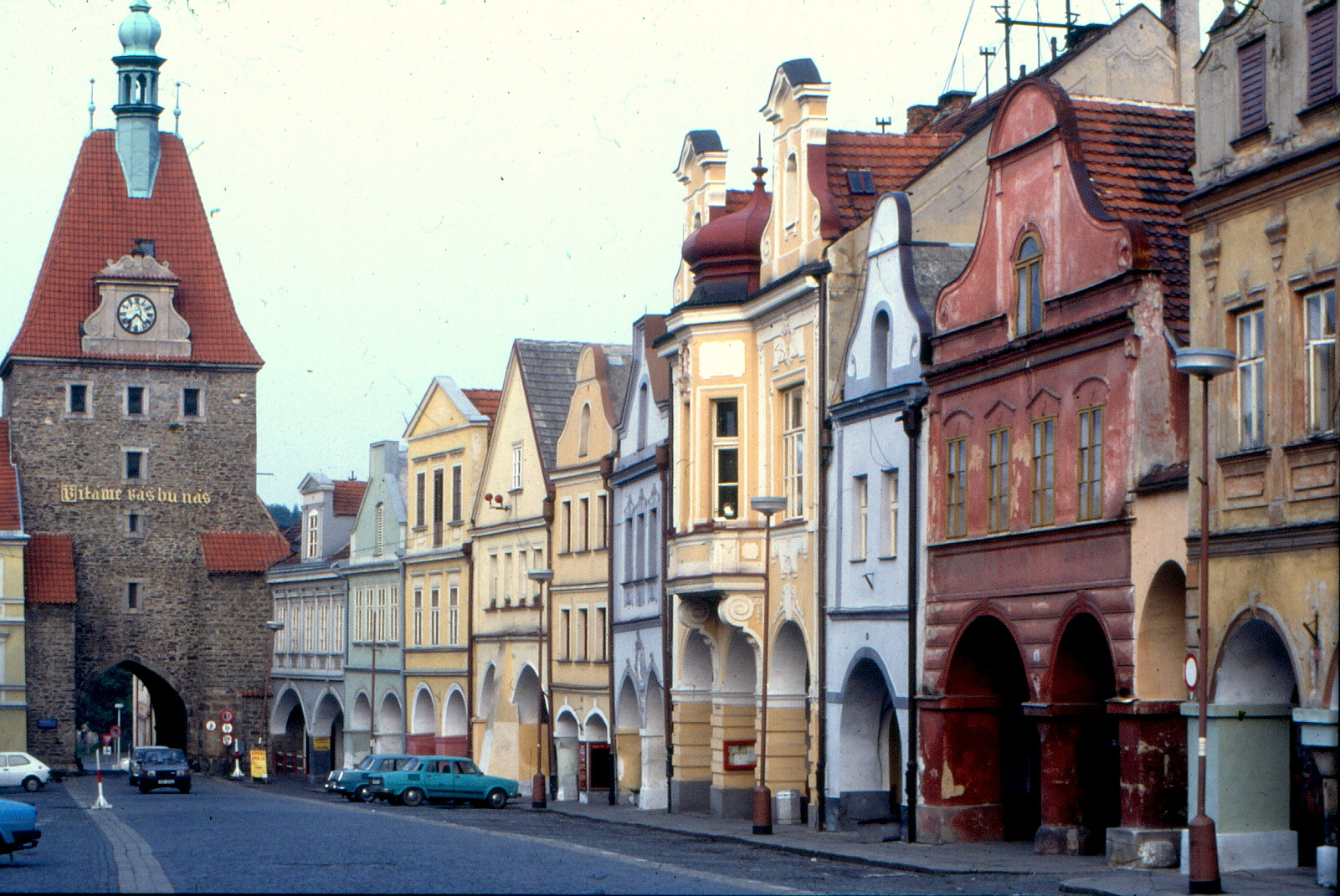
Náměstí v Domažlicích, kde si Josef Kaub nechal vystavět dům s módním obchodem

Byl také členem městské rady, rady městské spořitelny, předsedou Živnostensko-řemeslnického spolku a členem řady vlasteneckých a dobročinných organizací.

### Kaub-Exner
Roku 1910 odkoupil Josef Kaub od továrníka Aloise Exnera, který neměl dědice, úspěšnou továrnu na výrobu kuchyňských mlýnků v Brandýse nad Orlicí o 35 zaměstnancích, podnik následně nesl společný název Kaub-Exner.
Okolo roku 1910 postihl domažlickou továrnu ničivý požár, ještě předtím ve věku mladé dospělosti zemřely Kaubovy děti Marie, těsně před svatbou, a Josef mladší, kterému chtěl Kaub rodinnou firmu předat. Vypuknutí první světové války způsobilo odvedení řady zaměstnanců do armády ztrátu řady odběratelů, zejména v Haliči, kde přímo probíhaly boje, podnik navíc nakoupil obrovskou zásobu materiálového dřeva a dostal se do finančních potíží, které Josefa Kaubu donutily továrnu dočasně uzavřít. V posledních letech života se o něm hovořilo jako o zasmušilém a samotářském člověku. Ve druhé polovině roku 1914 narukoval jako důstojník v záloze na východní frontu.

### Úmrtí

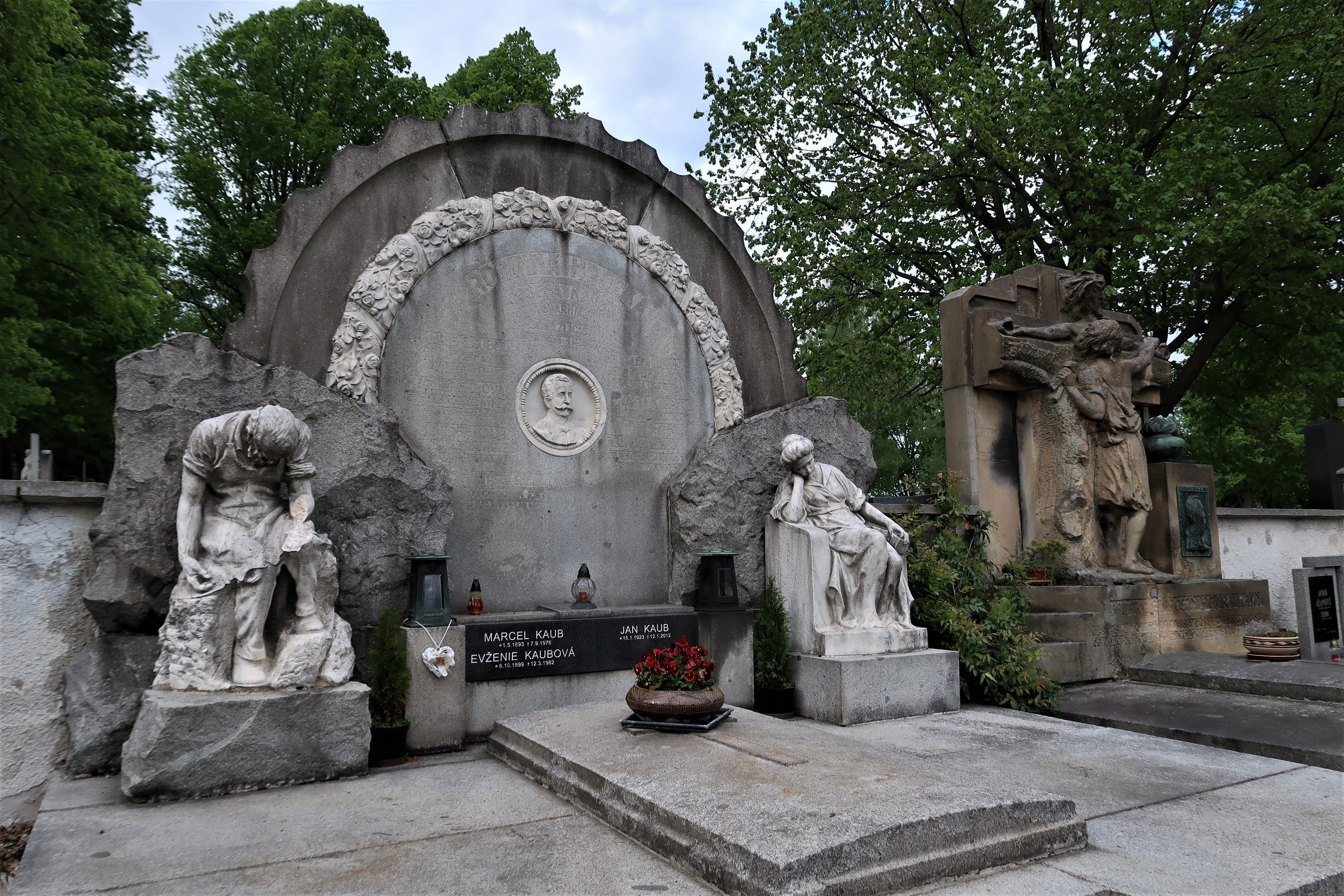
Hrobka rodiny Kaubovy na hřbitově v Domažlicích (autorem soch Vojtěch Šíp)

Josef Kaub zemřel 14. října 1914 kdesi na bojišti Haliče. Zprávu o jeho smrti tehdy mimo jiné zmínilo regionální periodikum z Domažlicka Posel z Čerchova či deník Denní hlasatel. Ten v obsáhlém nekrologu zmiňuje všechny tíživé okolnosti Kaurovy osobní i kariérní situace, jeho smrt opakovaně nazývá tragickou, autor nazývá Kauba nešťastníkem. Jmenovitě uvádí, že rakouský zákon chrání dlužníky před urputnými věřiteli a nemuselo dojít k tak tragickému konci. Rovněž nasazení Josefa Kauba, tehdy devětapadesátiletého důstojníka, v bojové akci není příliš pravděpodobné. Josef Kaub tedy podle všeho ukončil na frontě svůj život dobrovolně, nejspíš zastřelením služební zbraní.

### Po smrti
Rodina Kaubova si nechala na Městském hřbitově v Domažlicích vystavět secesní hrobku podle návrhu plzeňského sochaře a tvůrce náhrobků Vojtěcha Šípa. Hrobce dominuje plastická busta Josefa Kaura z bílého kamene, kterou obklopují vytesaná jména a životní data jeho a ostatních pohřbených. Tělo Josefa Kauba bylo z fronty dopraveno do Domažlic, v hrobce spočinuli dále jeho manželka Filomena, syn Josef mladší, prvorozená dcera Marie, tchyně Peklová, teta Magdalena, druhorozená dcera Marta a zeť František Šmejkal. Ostatky starších členů rodiny sem byly přeneseny ze starší hrobky.
Továrna pokračovala v činnosti pod jménem Josef Kaub i po smrti Josefa Kauba, později byla od rodiny odkoupena. Po převzetí moci v Československu komunistickou stranou byla továrna znárodněna.